# Tanja Großer
Tanja Großer (* 27. November 1993 in Berlin) ist eine deutsche Volleyballspielerin.

## Karriere
Großer begann ihre Karriere beim Berliner TSC. Anschließend wechselte sie innerhalb der Hauptstadt zur SG Rotation Prenzlauer Berg. Mit dem Verein gewann sie 2008 die deutsche Meisterschaft in der Altersklasse U16. Ein Jahr später erreichte die Außenangreiferin mit der deutschen Juniorinnen-Nationalmannschaft bei der Weltmeisterschaft in Thailand den zehnten Platz. Mit dem Nachwuchsteam VC Olympia Berlin spielte sie in der Saison 2011/12 in der Bundesliga. Im August 2012 wechselte sie zum 1. VC Wiesbaden. In der Saison 2021/2022 ist sie dort die dienstälteste Spielerin.